# Maysalun
Maysalun ( arabe : ميسلون ) est une région montagneuse du sud-ouest de la Syrie située sur le versant oriental des montagnes de l'Anti-Liban à environ 12 kilomètres à l'ouest de Damas, dans le gouvernorat du Rif Dimashq et a une altitude d'environ 1090 mètres. La région est située sur l'ancienne route entre Damas et le Liban et a longtemps été célèbre pour ses khans et ses aires de repos. La ville la plus proche de la région est al-Dimas.
Maysalun est inscrit dans l'histoire syrienne comme le dernier combat du royaume éphémère dirigé par Fayçal, qui contrôle la Syrie après le départ des Ottomans et avant que les Français ne prennent le contrôle de la Syrie à la suite de la Première Guerre mondiale. Le 24 juillet 1920, un groupe de 2 000 volontaires syriens se réunis au caravansérail de Maysalun.Là ils affrontent l'armée française, et ses unités coloniales, composés de tirailleurs sénégalais, algériens et marocains. Yusuf al-'Azma, le ministre de la guerre, meurt dans les combats. Après que les forces françaises aient vaincu les défenseurs syriens, elles font marche vers Damas, et commence vingt-six années occupation.
La bataille de Maysalun demeure dans la mémoire syrienne en tant que symbole, selon les mots de l'historien Eugène Rogan, « de la trahison des promesses britanniques en temps de guerre, de la faillite de la vision d'autodétermination nationale du président américain Woodrow Wilson et du triomphe de l'intérêt colonial britannique et français sur les espoirs et les aspirations de millions d'Arabes ».